# 144
El año 144 (CXLIV) fue un año bisiesto comenzado en martes del calendario juliano, en vigor en aquella fecha.
En el Imperio romano el año fue nombrado el del consulado de Rufo y Máximo, o menos frecuentemente, como el 897 ab urbe condita, siendo su denominación como 144 a principios de la Edad Media, al establecerse el anno Domini.

## Acontecimientos
- En Britania, tras dos años de trabajo, se termina el muro de Antonino, a unos 160 km al norte de muro de Adriano.
- En la actual Pakistán terminan los 23 años de reinado del rey Kaniska. El Imperio kamishka ocupa todo el noroeste de la India, desde la llanura del Ganges hasta el Asia Central.[1]

## Fallecimientos
- Polemón, sofista griego.
- Policarpo II de Bizancio, religioso cristiano.